# Bateria do Arsenal
A Bateria do Arsenal localizava-se à beira-rio, na cidade de Belém, no estado do Pará, no Brasil.

## História
Pouco conhecida em termos de historiografia em história das fortificações brasileiras, esta bateria foi erguida possivelmente por iniciativa do governador e capitão-general Francisco Maurício de Sousa Coutinho que foi o governador da capitania do Grão-Pará, de 1790 a 1803, por temor de represálias francesas à atuação de Portugal ao lado da Grã-Bretanha no contexto de guerra na Europa. (OLIVEIRA, 1968:748)
Situava-se "em frente das casas do Arsenal da cidade do Pará", fechando a linha de defesa da cidade pelo lado Noroeste. Teve existência efêmera, já se encontrando desaparecida nos primeiros anos do século XIX. (OLIVEIRA, 1968:748)